# 小行星18241
小行星18241（18241 Genzel）是一颗绕太阳运转的小行星，为主小行星带小行星。该小行星于1973年9月29日发现。

## 轨道参数
小行星18241的轨道半长轴为2.7259354 UA，离心率为0.069。